# Зоил
Зоил (на старогръцки: Ζωίλος, Зоилос, на латински: Zoilus) е древногръцки граматик, оратор-киник, философ-софист.
Той произлиза от тракийския град Амфиполис в Източна Македония и Тракия. Вероятно е ученик на Поликрат. Той е учител на Анаксимен Лампсакски и Демостен. За него се казвало, че говори против всичко и против всеки. Зоил е известен най-вече с критиката си на Платон, Исократ и Омир. Заради критиката му на Омир той е наричан също Homeromastix. Освен това той е исторически писател.
Зоил занася лично своите произведения против Илиадата и Одисеята на Омир в египетска Александрия при фараон Птолемей II Филаделф, без да получи разбиране от него. Зоил вероятно е екзекутиран заради убийство. Някои източници казват, че е разпънат на кръст по заповед на Птолемей II, според други той е изгорен в Смирна. Според други Зоил е хвърлен от скала.